# Karolinka
Karolinka är en stad i Tjeckien.   Den ligger i distriktet Okres Vsetín och regionen Zlín, i den östra delen av landet, 290 km öster om huvudstaden Prag. Karolinka ligger 479 meter över havet och antalet invånare är 2 916.
Terrängen runt Karolinka är huvudsakligen lite kuperad. Karolinka ligger nere i en dal. Runt Karolinka är det ganska glesbefolkat, med 50 invånare per kvadratkilometer. Närmaste större samhälle är Rožnov pod Radhoštěm, 13,8 km nordväst om Karolinka. I omgivningarna runt Karolinka växer i huvudsak blandskog.